# 安息香癭蚜
安息香癭蚜（学名：Astegopteryx styracicola）为扁蚜科刺額扁蚜屬下的一个种。